# Emma Gramatica
Emma Gramatica, née Aida Laura Argia le 25 octobre 1874 à Borgo San Donnino (aujourd'hui Fidenza) et morte le 8 novembre 1965 à Ostie, est une actrice italienne de cinéma, de télévision et de théâtre.
Elle est sœur de deux autres actrices, Irma et Anna.

## Biographie

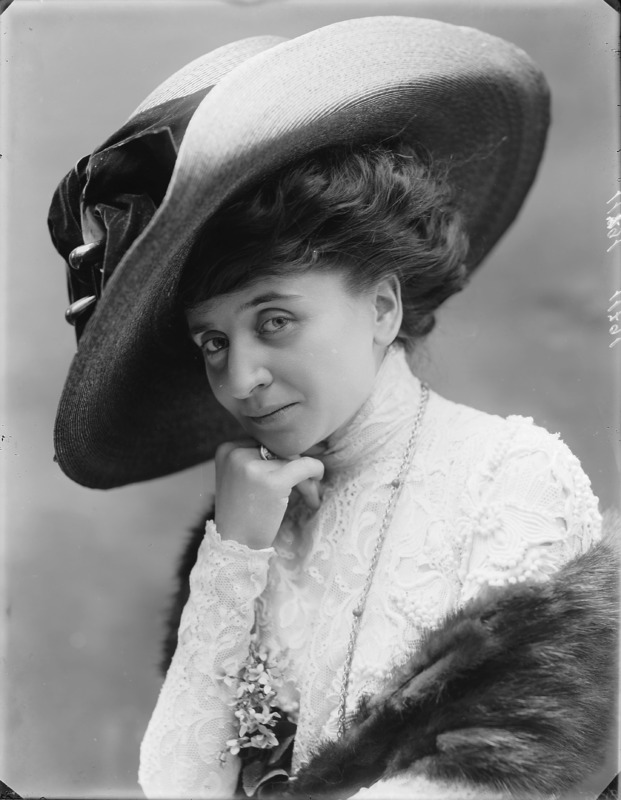
Emma Gramatica photographiée par Mario Nunes Vais.

Fille de Domenico, souffleur de théâtre, et de Cristina Bradil, couturière istrienne, elle fait ses débuts au théâtre dès son plus jeune âge. Dotée d'un physique qui n'a rien d'ostentatoire, mais d'une force interprétative incisive, Emma Gramatica fait ses débuts au théâtre alors qu'elle est encore adolescente, aux côtés d'Eleonora Duse dans Gioconda (1891) de Gabriele D'Annunzio. Pendant ces années, elle apprend en autodidacte l'espagnol et l'allemand. Après une longue tournée en Russie et en Amérique, elle travaille avec les troupes Pietriboni et Aleotti, pour devenir la jeune prima donna de la troupe Rosaspina-Montrezza (1893). Sœur de la non moins célèbre Irma Gramatica et de la moins connue Anna Adele Alberta Gramatica (entre autres belle-sœur de la célèbre actrice Wanda Capodaglio), Emma a été prima donna dans les troupes de certains des noms les plus prestigieux du théâtre italien de la fin du XIXe siècle et du début du XXe siècle, tels que Ermete Zacconi, Flavio Andò, Enrico Reinach et Ermete Novelli.
En 1902, elle triomphe dans La Samaritaine de Rostand et se distingue ensuite en interprétant le rôle de Nora dans Maison de poupée d'Ibsen,. Dans les années 1910, elle crée la célèbre Gramatica-Carini-Piperno, dirigée par Leo Orlandini, une troupe dans laquelle ont été formés de nombreux acteurs tels que Renzo Ricci, Lola Braccini et Camillo Pilotto, qui deviendra son premier acteur, suivi en 1944 par Adolfo Geri. Il met en scène la première représentation de Ma non è una cosa seria de Luigi Pirandello le 22 novembre 1918 et, du même auteur, La signora Morli, una e due le 12 novembre 1920. Au début des années 1920, elle effectue avec sa sœur Irma une tournée en Amérique puis en Allemagne, où elle se produit en allemand. Au début des années 1930, il participe fréquemment à des pièces radiophoniques de l'EIAR et, plus tard, de la RAI.
Actrice de style vériste, elle entame par la suite avec succès une carrière au cinéma et à la télévision, jouant notamment dans le film L'Homme à femmes (1944) de Ferdinando Maria Poggioli, aux côtés de sa sœur Irma, et dans Miracle à Milan (1951) de Vittorio De Sica. Elle apparaît également dans Don Camillo Monseigneur (1961) de Carmine Gallone, confirmant son rôle d'interprète de qualité et de prestige au cinéma. La presse de l'époque, tant nationale qu'internationale, parle d'elle avec enthousiasme, affirmant, entre autres, que dans ses interprétations elle fait preuve d'un éclectisme qui révèle sa culture et son intelligence,.
Le sculpteur Mario Rutelli a célébré la beauté de l'actrice en lui dédiant un portrait en bronze en 1905. Elle a reçu des prix et des distinctions en Italie et la Légion d'honneur en France. Elle meurt à Ostie, dans la banlieue de Rome : elle repose dans le tombeau familial du cimetière de Signa, aux côtés de sa sœur Irma et de ses parents.

## Filmographie

### Cinéma

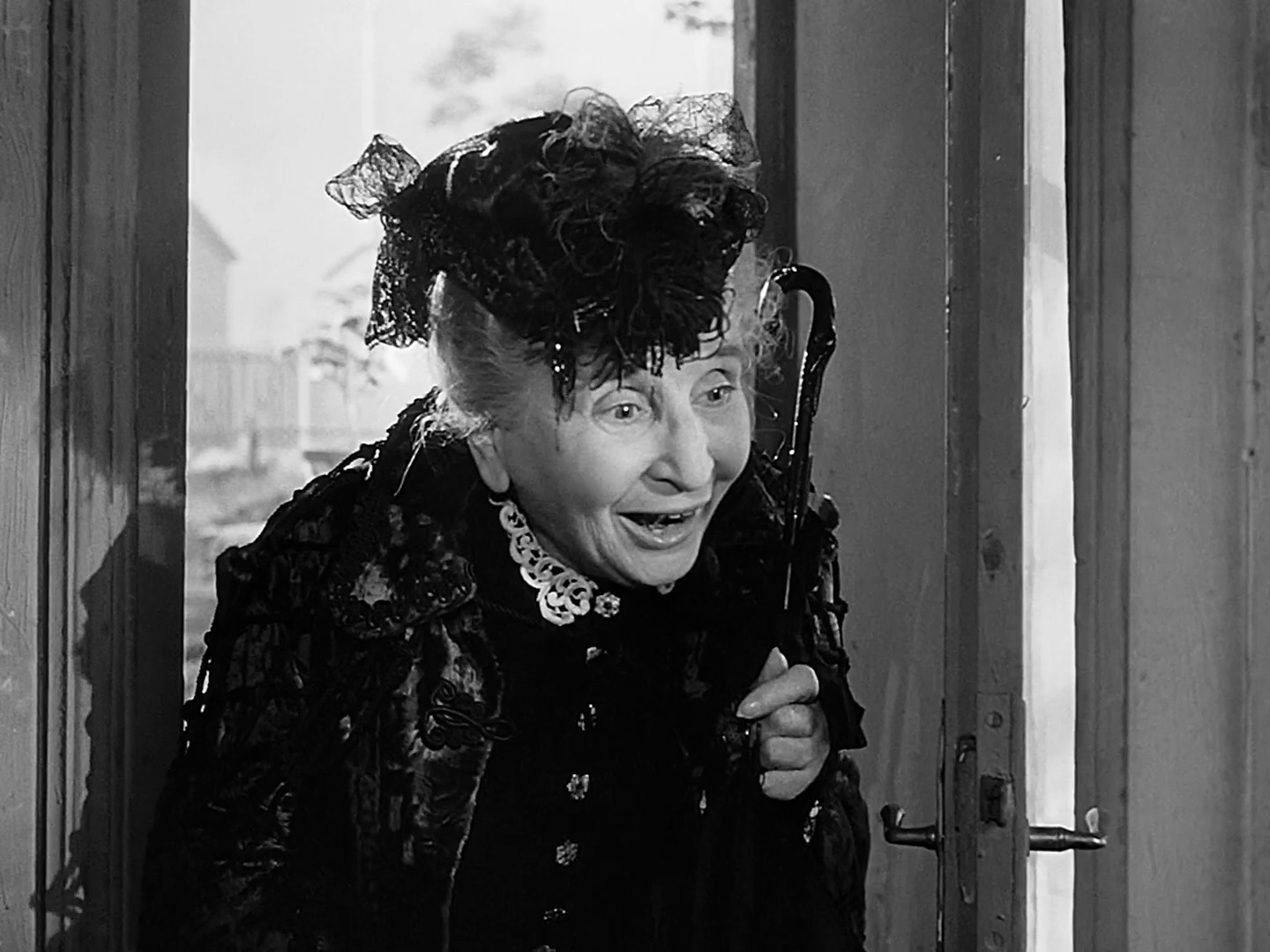
Emma Gramatica dans Miracle à Milan (1951).

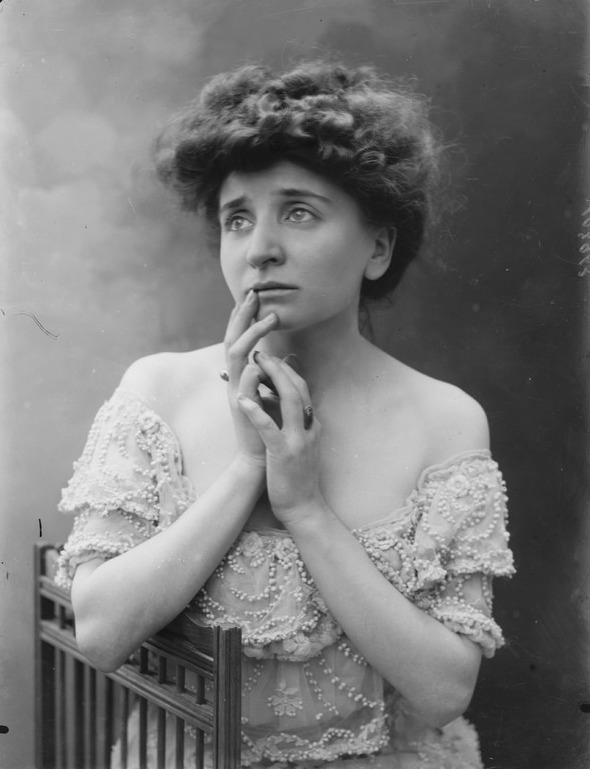
Emma Gramatica photographiée par Mario Nunes Vais.

- 1916 : Quando il canto si spegne d'Emilio G. Walter
- 1932 : La vecchia signora d'Amleto Palermi : madame Maria
- 1933 : La fortuna di Zanze (it) d'Amleto Palermi : Zanze
- 1936 : La damigella di Bard de Mario Mattoli : Maria Clotilde di Bard
- 1937 : Marcella (it) de Guido Brignone : la baronne Contuni
- 1938 : Jeanne Doré de Mario Bonnard : Jeanne Doré
- 1938 : Napoli d'altri tempi (it) d'Amleto Palermi : Maddalena Errante
- 1939 : La vedova (it) de Goffredo Alessandrini : Adelaide, moglie di Alessandro
- 1939 : Piccolo hotel de Piero Ballerini : Marta Toth
- 1941 : Tragédie d'un amour (it) (Vertigine) de Guido Brignone : Letizia, sua sorella
- 1941 : Sa vieille maman (Mamma) de Guido Brignone : Matilde Sarni, mère de Mario
- 1942 : Oui madame (Sissignora) de Ferdinando Maria Poggioli : Lucia Robbiano
- 1943 : L'angelo bianco (it) de Giulio Antamoro, Federico Sinibaldi et Ettore Giannini : la marquise Anastasia Carani
- 1944 : L'Homme à femmes (Sorelle Materassi) de Ferdinando Maria Poggioli : Carolina Materassi
- 1945 : L'angelo del miracolo (it) de Piero Ballerini
- 1946 : Voglio bene soltanto a te (it) de Giuseppe Fatigati
- 1948 : Pobre, mi madre querida de Homero Marcello Manzi et Ralph Pappier
- 1951 : Mi vida por la tuya de Roberto Gavaldón : Emma Alberti
- 1951 : Miracle à Milan (Miracolo a Milano) de Vittorio De Sica et Cesare Zavattini : la vieille Lolotta
- 1954 : Peppino e la vecchia signora (it) de Piero Ballerini : madame Ricciardi (+ réalisatrice)
- 1956 : Le Secret de sœur Angèle de Léo Joannon : sœur Thérèse
- 1956 : Nos plus belles années (I giorni più belli) de Mario Mattoli : professeur Assunta Giannelli
- 1961 : Don Camillo Monseigneur (Don Camillo monsignore... ma non troppo) de Carmine Gallone : Desolina, l'ancienne
- 1962 : Mon ami Benito (Il mio amico Benito) de Giorgio Bianchi : mère de Giuseppe
- 1962 : La Nonne de Monza (La monaca di Monza) de Carmine Gallone : Badessa Anziana

### Télévision
- 1956 : La vita che ti diedi (téléfilm)
- 1957 : La regina Vittoria (téléfilm)